# Otto Pesch
Otto Pesch (* 21. Februar 1917 in Rheydt; † 31. Oktober 2007 in Aachen) war ein deutscher Journalist.

## Leben und Beruf
Pesch, am 21. Februar 1917 geboren, stammte aus einer Drucker- und Verleger-Familie in Rheydt. Während des Zweiten Weltkrieges verwundet, befand er sich auf Genesungs-Urlaub, als die US-Amerikaner am 31. Oktober 1944 Aachen als erste deutsche Großstadt zur Kapitulation zwangen. So kam Pesch als erster Redakteur zu den „Aachener Nachrichten“, die mit der amerikanischen Lizenz-Nummer 1 erstmals am 24. Januar 1945 erschien.
Damit war er zugleich der erste Nachkriegsredakteur im befreiten Deutschland. Sein Name musste zunächst noch geheim gehalten werden, da die „Psychological Warfare Division“ (PWD), eine Behörde der US-amerikanischen Verwaltung, Attentate von Nationalsozialisten befürchtete. Aachen war zu dieser Zeit noch eine befreite Insel im NS-beherrschten Gebiet Deutschlands und das Arbeiten für die Siegermächte dort war lebensgefährlich.
Für die „Aachener Nachrichten“ und ihre Ausgabe vom 9. Mai 1945 formulierte Pesch die Aufmacher-Schlagzeile von Seite 1: „Der Krieg ist aus“.
Pesch wechselte später zur neu gegründeten „Aachener Volkszeitung“ (AVZ, heute „Aachener Zeitung“, AZ) und war dort bis zu seiner Pensionierung Chef vom Dienst.
Pesch verstarb am 31. Oktober 2007 in Aachen im Alter von 90 Jahren.